# 야수 조율사
《야수 조율사》(獣の奏者)는 일본 소설가 우에하시 나오코의 라이트 노벨이다. 2009년에 애니메이션으로도 제작되어 NHK에서 방송되었다.

## 줄거리
료자 신왕국(神王國)은 왕수(王獸:왕족 등의 교통수단)와 투사(鬪蛇:군사용의 동물)라는 동물들이 산다. 투사 조율사 마을에 사는 에린은 투사, 왕수 등과 교감하는 능력을 가진 소녀. 그러나 투사를 관리하는 어머니 소욘이 투사 관리에 결정적인 실책을 저질러 처형된 이후 꿀벌 조련사의 보호를 받다가 얼마 후 왕수 조율사 양성기관인 카자룸에 입학한다...

## 등장인물
- 에린

왕수, 투사 등과 교감하는 능력이 있는 소녀. 일찍히 어머니를 잃지만 긍정적으로 살아가며 후일 왕실 근위대 대장인 이알과 결혼한다.
- 소욘

에린의 어머니. 투사 관리에 치명적인 문제가 생겨 그 죄목으로 처형된다.
- 리란

카자룸에서 사육하는 왕수.
- 유얀

카자룸에서 에린과 함께 오직 두명뿐인 여학생.
- 진왕(真王)

료자 신왕국의 여왕으로 현군(賢君)이다. 해로에서 배가 투사들의 기습을 받았을 때 부상을 입고 에린의 도움으로 구조되어 카자룸 임시 병원에서 치료를 받으나 끝내 승하한다.
- 세이미아

진왕의 손녀. 할머니가 승하하자 새로운 진왕으로 즉위한다.
- 다미아

진왕의 친척으로 왕실의 '버팀목'으로 자임해왔으나 마지막에는 '역모가 발각되어' 이알의 손에 처단된다.
- 이알

왕실 근위대 대장. 평상시에는 일반인과의 관계를 꺼려하지만 에린에게만은 마음을 허락한 듯. 후일 에린과 결혼한다.
- 대공

진왕의 신임을 받는 변방부대 총사령관.
- 슈난

대공의 아들. 후일 2세 진왕 세이미아와 결혼하여 새로운 대공이 된다.
- 제시

에린과 이알의 아들.